# Forest Grove (Colombie-Britannique)
Pour les articles homonymes, voir Forest Grove.
Forest Grove est une municipalité située dans la province de la Colombie-Britannique, dans la région de Cariboo.

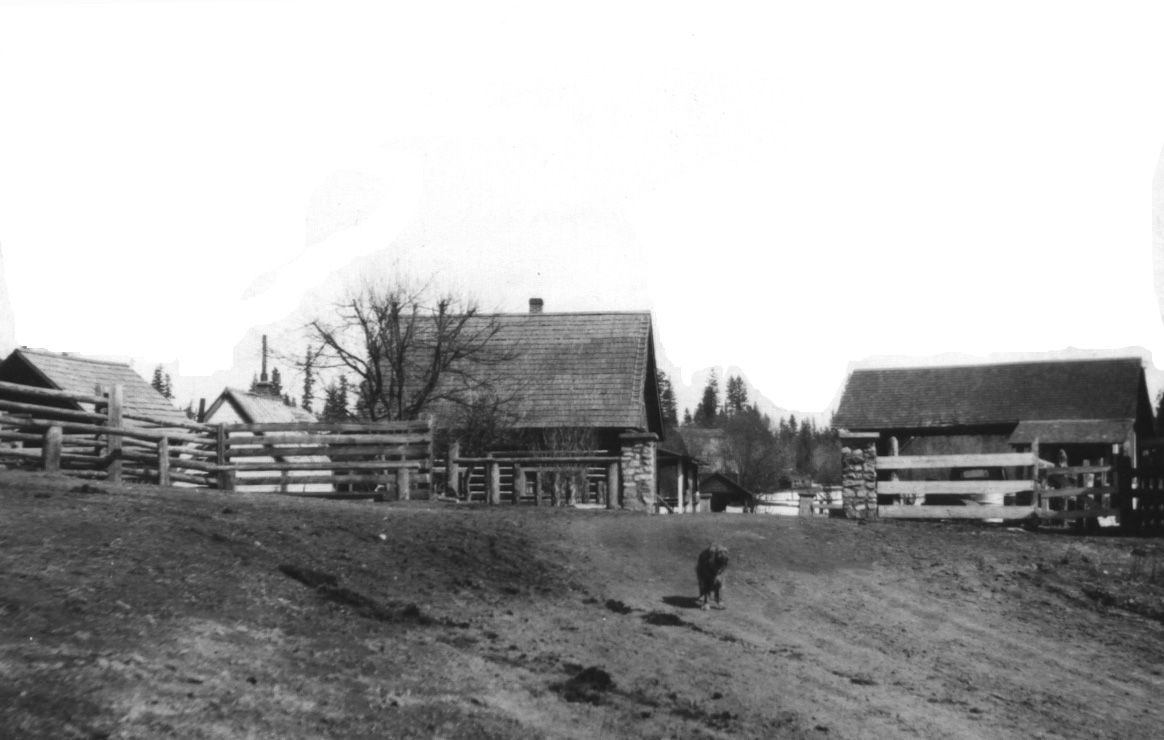
Comptoir commercial de Forest Grove autour de 1940